# 1re étape du Tour de France 1935
Pour un article plus général, voir Tour de France 1935.
La 1re étape du Tour de France 1935 s'est déroulée le jeudi 4 juillet. Les coureurs relient Paris à Lille (Nord), au terme d'un parcours de 262 kilomètres. Dans les faits, il s'agit d'une étape reliant Le Vésinet à Marcq-en-Barœul.
Le Belge Romain Maes gagne l'étape et prend la tête du classement général.
Le principal fait de l'étape réside dans le franchissement du passage à niveau d'Haubourdin, passé par le portillon par Romain Maes, échappé en solitaire, mais ralentit considérablement les coureurs groupés lancés dans la poursuite.

## Parcours

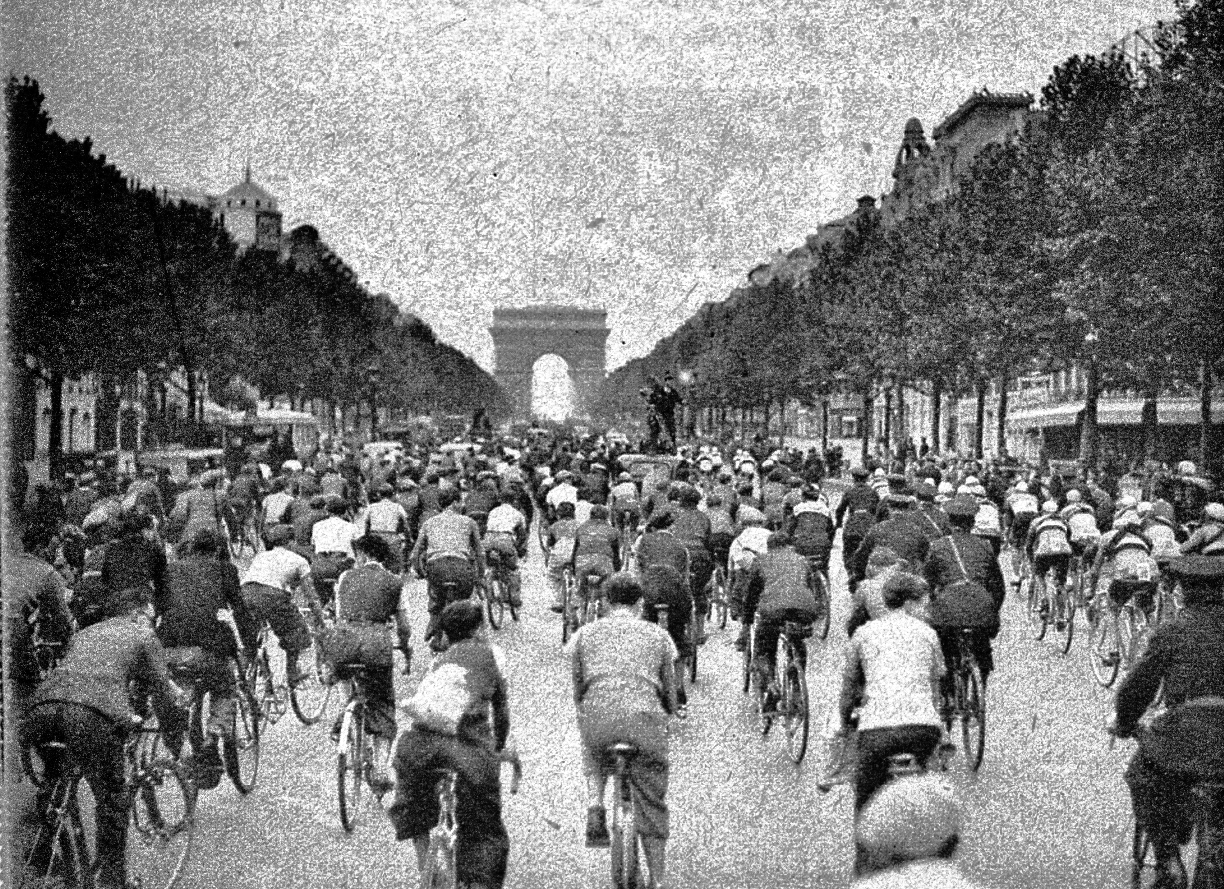
Le cortège sur les Champs-Elysées précédant le départ de la première étape du Tour de France 1935.

Le cortège lançant la compétition démarre dans les rues de Paris depuis le siège du journal L'Auto, organisateur de la course, rue du Faubourg-Montmartre dans le 9e arrondissement puis s'engage dans la rue Grange-Batelière, la rue Drouot, le boulevard Haussmann, le boulevard des Italiens, la rue Royale, la place de la Concorde, l'avenue des Champs-Élysées, la place de l'Étoile, la rue de la Grande-Armée, l'avenue de Neuilly, le rond-point de la Défense, le rond-point des Bergères, le rond-point de la Boule, la rue Gambetta, la rue Saint-Germain, l'avenue de Chatou et le pont de Chatou, pour rejoindre Vésinet (Seine-et-Oise) où le départ réel est donné à 9h.
La course traverse ensuite les communes de Beauvais (Oise), Amiens (Somme) et Béthune (Pas-de-Calais) avant d'arrivée à Marcq-en-Barœul en passant par Lille (Nord).

## Déroulement de la course
Le peloton est lancé dans Paris sous la forme d'un cortège.
Une première échappée se forme à hauteur de Pontoise, mais est vite reprise par le peloton. Aucun événement notoire ne survient jusqu'à Doullens, à l'exception de la crevaison du Français Speicher.
Romain Maes s'échappe à Bruay et prend deux minutes d'avance. Un groupe de huit coureurs partent à sa poursuite qui est rapidement réduit à quatre après quelques kilomètres, les Belges Edgard De Caluwé et Jean Aert et les Français Charles Pélissier et Antonin Magne.
Sur le point de rattraper Romain Maes, le groupe de quatre coureurs puis le peloton se trouvent bloqués par un passage à niveau à Haubourdin.
Romain Maes conserve une minute d'avance et arrive seul sur la piste cendrée de l'hippodrome du Croisé-Laroche de Marcq-en-Barœul où l'arrivée est jugée.

## Classements

### Classements de l'étape et général
| \| Classement de l'étape \| Classement de l'étape \| Classement de l'étape \| Classement de l'étape \| Classement de l'étape \| \| Coureur \| Coureur \| Pays \| Équipe \| Temps \| \| --------------------- \| --------------------- \| --------------------- \| ------------------------- \| --------------------- \| \| 1er \| Romain Maes \| Belgique \| Alcyon-Dunlop \| \| \| 2e \| Edgard De Caluwé \| Belgique \| \| \| \| 3e \| Charles Pélissier \| France \| Génial Lucifer-Hutchinson \| \| \| 4e \| Jean Aerts \| Belgique \| Alcyon-Dunlop \| \| \| 5e \| Antonin Magne \| France \| France-Sport-Dunlop \| \| \| 6e \| André Leducq \| France \| \| \| \| 7e \| Jules Merviel \| France \| \| \| \| 8e \| René Bernard \| France \| \| \| \| 9e \| Pierre Cloarec \| France \| \| \| \| 10e \| Georges Speicher \| France \| \| \| |                   |          |                           |       |
| |                   |          |                           |       |
| |                   |          |                           |       |
| Classement de l'étape |                   |          |                           |       |
| Coureur | Coureur           | Pays     | Équipe                    | Temps |
| 1er | Romain Maes       | Belgique | Alcyon-Dunlop             |       |
| 2e | Edgard De Caluwé  | Belgique |                           |       |
| 3e | Charles Pélissier | France   | Génial Lucifer-Hutchinson |       |
| 4e | Jean Aerts        | Belgique | Alcyon-Dunlop             |       |
| 5e | Antonin Magne     | France   | France-Sport-Dunlop       |       |
| 6e | André Leducq      | France   |                           |       |
| 7e | Jules Merviel     | France   |                           |       |
| 8e | René Bernard      | France   |                           |       |
| 9e | Pierre Cloarec    | France   |                           |       |
| 10e | Georges Speicher  | France   |                           |       |